# LMS (기업)
주식회사 LMS는 대한민국의 액정 표지장치 제조업이다.